# NGC 1512
NGC 1512は、とけい座の方角に地球から約3000万光年の位置にある棒渦巻銀河である。かじき座銀河群の一員である。

## ギャラリー

NGC 1512とそのすぐそばにある矮小銀河。
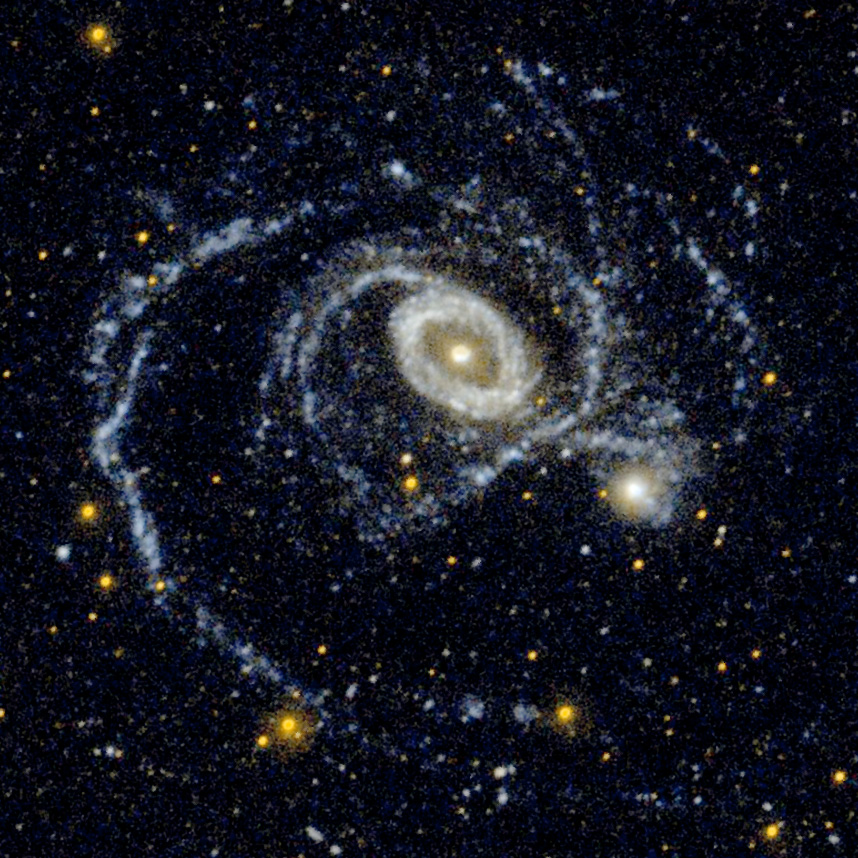
NGC 1510とNGC 1512の紫外線画像。この画像はNGC 1512の渦状腕が自身の輝く円盤より遥か先に届いていることを示している。 画像のクレジット:GALEX/NASA/JPL-Caltech.
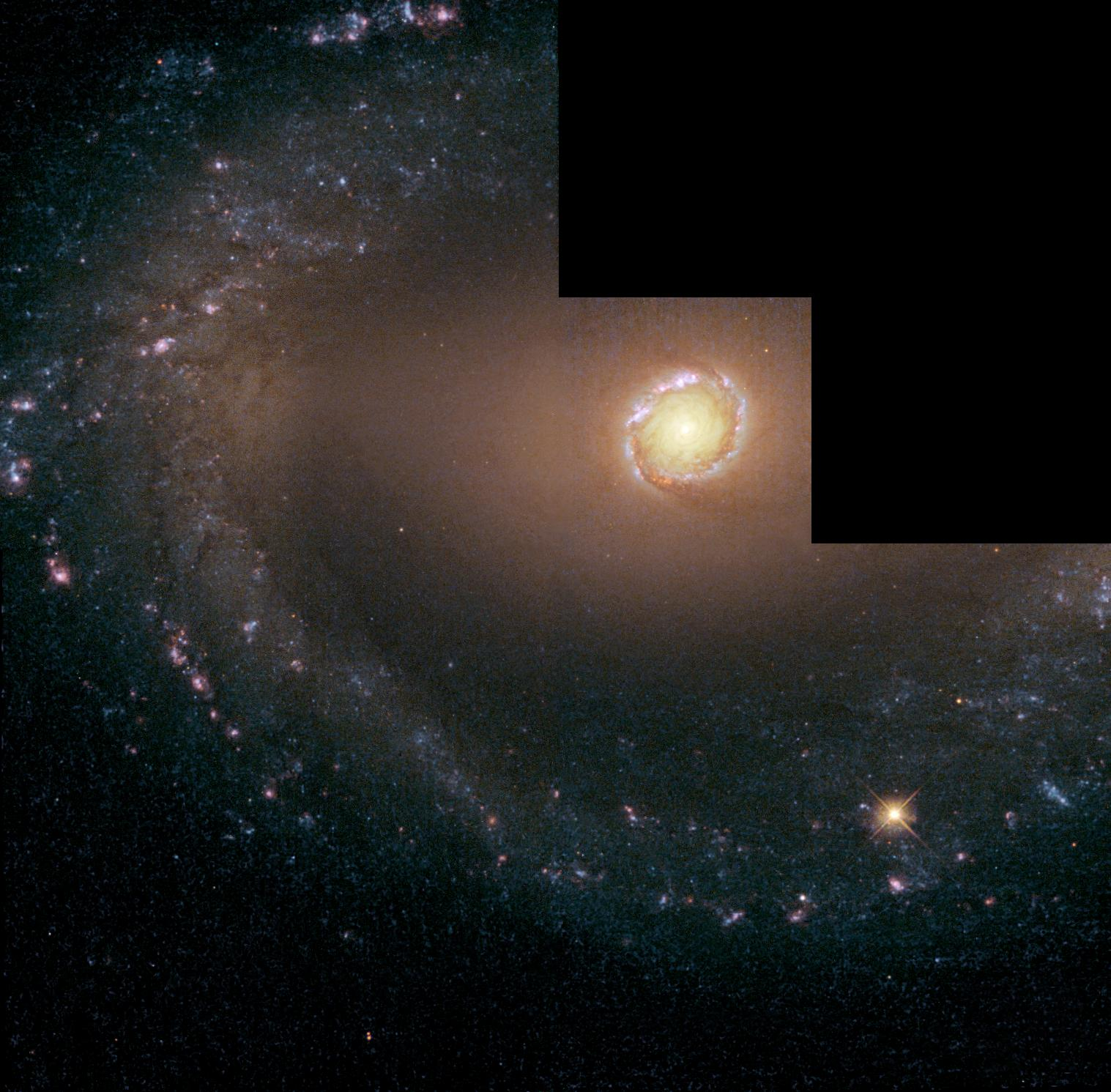
ハッブル宇宙望遠鏡から見るNGC 1512。